# Aganippe castellum
Aganippe castellum är en spindelart som beskrevs av Main 1986. Aganippe castellum ingår i släktet Aganippe och familjen Idiopidae.
Artens utbredningsområde är Western Australia. Inga underarter finns listade i Catalogue of Life.